# إيفون داريل
إيفون داريل (بالإنجليزية: Yvon Durelle)‏ مواليد 14 أكتوبر 1929 في نيو برونزويك، كندا - الوفاة 06 يناير 2007 في مونكتون، نيو برونزويك، كندا، كان ملاكم كندي سابق صنّف ضمن فئة الوزن الثقيل.

## إحصائيات
خاض خلال مسيرته 115 نزالا، فاز في 88 وتعادل في 2 وخسر في 24. فاز بالضربة القاضية في 49 نزالا.

## روابط خارجية
- إيفون داريل على موقع بوكس ريك (الإنجليزية) (registration required)
- إيفون داريل على موقع CageMatch worker (الإنجليزية)
- إيفون داريل على موقع قاعة كندا للمشاهير الرياضية (الإنجليزية)